# Leptrichula lanata
Leptrichula lanata är en skalbaggsart som beskrevs av Karl Henrik Boheman 1857. Leptrichula lanata ingår i släktet Leptrichula och familjen Melolonthidae. Inga underarter finns listade i Catalogue of Life.